# تومي سورد
تومي سورد (بالإنجليزية: Tommy Sword)‏ هو لاعب كرة قدم بريطاني في مركز الدفاع، ولد في 12 نوفمبر 1957 في نيوكاسل أبون تاين في المملكة المتحدة. لعب مع ستوكبورت كونتي ونادي هارتلبول يونايتد ونادي هاليفاكس تاون.